# Josef Tiso
Josef Tiso (Bytča, Eslovàquia, 13 d'octubre de 1887 — Bratislava, Eslovàquia, 18 d'abril de 1947) fou sacerdot catòlic i polític eslovac. Fou diputat al Parlament txecoslovac, ministre i dirigent del Partit Popular Eslovac. Proclamà la independència d'Eslovàquia el 1939 i en fou President durant la curta existència d'aquest Estat (Primera República d'Eslovàquia, 1939-1945), país aliat i titella de l'Alemanaya nazi. Com a tal, intervingué en la Segona Guerra Mundial col·laborant en la invasió alemanya a la Unió Soviètica. Després de la guerra va ser condemnat a mort i executat per traïció per les autoritats txecoslovaques.